# 黃海欣
黃海欣（1984年—），台灣藝術家，生於台北，現居紐約布魯克林。她通常透過油畫、鉛筆畫及插畫進行創作，並會撰寫藝術家書籍。
黃海欣2007年於國立臺北師範學院（現國立臺北教育大學）獲藝術學士學位，2009年畢業於紐約視覺藝術學院藝術創作研究所。黃海欣的創作常藉由日常的觀察中汲取靈感及借網上找到的圖片發揮，在她的繪畫和素描中以幽默和諷刺的手法捕捉生活場景及混亂狀態，充滿想像力。 她作品也常反思自己作為居住在美國的外國人的跨文化經歷和種族主義的遭遇。
她的系列繪畫《美術館展》A Museum Show (2016-2017)中，她創作的靈感便是來自於她常常遊走參觀紐約的各大美術館和博物館，例如大都會藝術博物館中獲得的靈感。她通常會觀察裡面形形色色的遊客、學生及各式觀眾。
除了博物館以外，國際藝術博覽會也一直是這位藝術家具像作品的舞台，以一種鬆散的、直白的滑稽風格呈現，捕捉社會空間的細微差別和它們所產生的相遇，無論平凡或荒謬。在這些作品中，藝術家戲謔地反思了凝視的力量——包括她自己的和她的描繪對象。以大型紙本鉛筆及油畫創作的《巴塞爾藝術展》系列（2019年）為例，她俯覽了藝術界的巔峰盛事及箇中的眾生百相，並在2019年的香港巴塞爾藝術展中展出。
她在2014-2019年期間也曾數次與台灣獨立出版社nos:books共同合作藝術家書籍項目，設計和出版書籍。
她亦曾參加2020台北雙年展，“你我不住在同一星球上”為主題，於2020年11月21日開幕，展至2021年3月14日。